# Kierz (Lidzbark Warmiński)
Pour les articles homonymes, voir Kierz.
Kierz est un village polonais de la voïvodie de Varmie-Mazurie, dans le powiat de Lidzbark.